# Noricum
Noricum bylo keltské království (latinsky Regnum Noricum), přesněji federace třinácti keltských a ilyrských kmenů, jež byla později začleněna do Římské říše jako její provincie. Zahrnovalo většinu území dnešního Rakouska, část Slovinska a jihovýchodní cíp Bavorska. Na západě sousedila tato země s Raetií, na východě s Panonií a na jihozápadě s Předalpskou Galií. Na severu sahalo území království až za řeku Dunaj, která se stala severní hranicí Norica teprve po jeho trvalém začlenění do Římského impéria.

## Dějiny

### Raná historie
Archeologický průzkum hrobů a solných dolů v Hallstattu prokázal, že se zde v dávných dobách vyvíjela pozoruhodně vyspělá civilizace. Hallstattské hroby obsahují zbraně a ornamenty z doby bronzové stejně jako z doby železné. Podle některých teorií mohlo být Noricum a některé další okolní oblasti pravlastí Homérových Achájů. Původní obyvatelstvo z období halštatské kultury tvořili zřejmě Panonové (lid spřízněný s Ilyry). Ti později splynuli s různými keltskými kmeny, které sem dorazily někdy po roce 450 př. n. l. z nynějšího jihozápadního Německa a mezi nimiž zaujímali vůdčí postavení Tauriskové (Taurisci). Noricum v těchto dobách sloužilo Keltům jako základna k invazím do Pádské nížiny a na Apeninský poloostrov.
Římané užívali pro Taurisky pojmenování Norikové (Norici), přičemž tento pojem (odvozený z hlavního sídla Taurisků, jež se nazývalo Noreia) vztahovali i na všechny ostatní norické kmeny. Přesná poloha města Noreie zůstává dodnes neznámá. Podle některých názorů se však nacházelo poblíž dnešní štýrské obce Neumarkt in Steiermark.

### Království
Zhruba kolem roku 200 př. n. l. se Tauriskové postavili do čela svazku třinácti keltských a ilyrských kmenů, čímž byl položen základ Norickému království (Regnum Noricum), které tak představuje první politický útvar vzniklý na rakouské půdě. Na počátku 2. století př. n. l. se díky dokonalejším osevním metodám a technologickému pokroku výrazně zvýšil počet obyvatel Norica. Avšak již kolem roku 186 př. n. l. se projevil vážný nedostatek půdy, což přimělo asi 12 000 Taurisků a Bojů k odchodu na jih. Tito barbaři překonali Alpy a usadili se v údolí Pádu na pobřeží současného Benátska. Avšak Římané nechtěli, aby na italskou půdu zasahovaly jiné národy a vybudovali zde v roce 181 př. n. l. novou kolonii Aquileiu, která brzy nabyla velkého významu jako tranzitní místo pro obchod s oblastmi na severu. Taurisci byli nuceni vrátit se zpět do svých zemí, při zachování přátelského vztahu s „novými sousedy“ Římany. Důkazem toho je pozdější žádost o římskou pomoc proti invazi kmenů Kimbrů a Teutonů s následným střetem u Noreia v roce 113 př. n. l.
Přivábeni obchodními možnostmi a nerostným bohatstvím Noriků navázali s nimi Římané přátelské vztahy, čímž získali přístup k významným nalezištím železné rudy v Noricu. Podle Liviova popisu vyjednávalo prý kolem roku 170 př. n. l. římské poselstvo s norickým králem Cincibilem, který Římanům zaručil hospitium publicum („pohostinné přátelství“). Tím byly utuženy vzájemné obchodní svazky a posílen římský vliv v oblasti. V tomto období prosperity vznikala v Noricu první opevněná oppida a rovněž byly raženy mince podle řeckého vzoru.
Někdy mezi léty 120 až 115 př. n. l. pronikaly do Norica migrující germánské kmeny Kimbrů a Teutonů, které se již předtím střetly s Boji v české kotlině (Boiohaemum) a se Skordisky na Balkáně. Tváří v tvář této hrozbě se Tauriskové obrátili na Římany se žádostí o pomoc. Ovšem vyslané římské vojsko, jemuž velel konzul Gnaeus Papirius Carbo bylo rozdrceno v bitvě u Noreie nedaleko dnešního města Klagenfurt v Rakousku. Kimbrové nevyužili svoje vítězství a ustoupili z Norica směrem na západ.
Několik desetiletí poté byli v důsledku tlaku germánského kmene Svébů uvedeni do pohybu keltští Bojové, kteří se zmocnili oblastí severně a severozápadně od Norica. Kolem roku 58 př. n. l. se Bojové pokusili Noricum dobýt, utrpěli však ničivou porážku. I přesto ale ohrožovali provincii Noricum ještě několik dalších let, než byla jejich říše konečně vyvrácena Dáky. V roce 49 př. n. l. odeslal král Voccio Caesarovi 300 šlechticů, kteří v řadách jízdy přispěli k Caesarově vítězství v občanské válce. Po definitivní porážce Bojů expandovalo norické království do povodí středního Dunaje. Moc Norica v tomto období sahala až do oblasti Vídeňské pánve a po odražení útoku Dáků také do současného západního Maďarska. Norikům se tak podařilo vybudovat poslední mocný keltský politický celek.

### Římská provincie

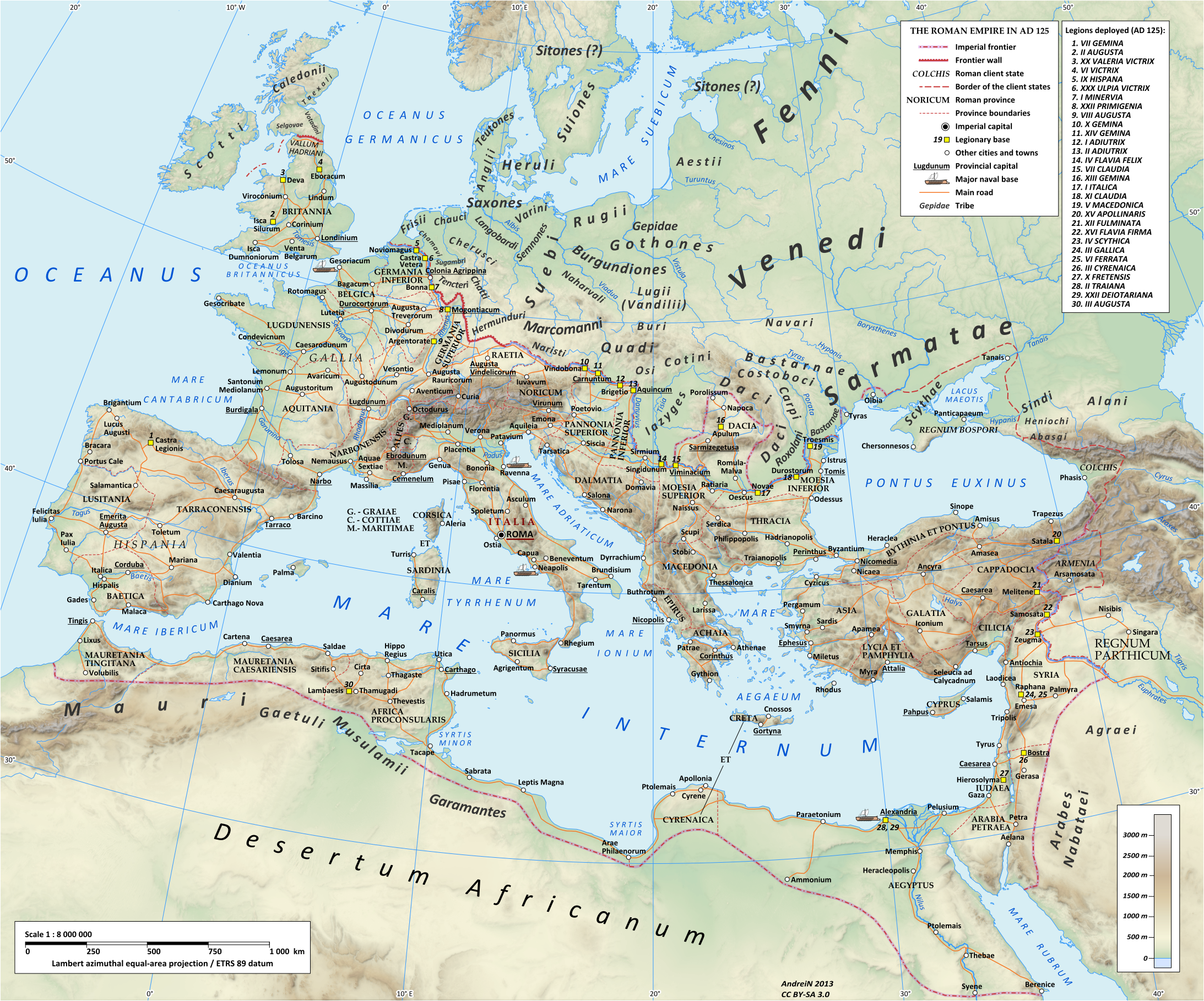
Římské provincie za vlády císaře Hadriána (r. 117–138 n. l.) včetně rozmístění posádek legií

Noricum se po dlouhou dobu těšilo nezávislosti pod vládou vlastních králů. Koncem 1. století př. n. l. ale Norikové napadli společně s Panony Histrii, přičemž byli odraženi prokonzulem Illyrica Publiem Siliem. Po smrti krále Voccia bylo Noricum v roce 15 př. n. l. ustaveno klientským královstvím Říma. Římané ho nazývali provincií, třebaže si i nadále uchovávalo určitou omezenou svébytnost. Skutečnou římskou provincií pod správou císařského prokurátora se Noricum stalo teprve někdy po roce 40 n. l. za vlády Claudia.
V následujících staletích bylo Noricum jako pohraniční území říše protkáno hustou sítí silnic, o čemž svědčí četné nálezy milníků a jiné archeologické objevy. To spolu s budováním kolonií napomohlo postupné romanizaci zdejších Keltů. Zřejmě nejdůležitější komunikace spojující Řím s táborem Carnuntum (dnešní Petronell-Carnuntum na břehu Dunaje jihozápadně od Hainburgu an der Donau) vedla z Aquileia přes města Emona (dnešní Lublaň), Celeia (Celje) a Poetovio (Ptuj). Carnuntum původně náleželo k Noricu, avšak v roce 6 n. l. bylo společně s Vídeňskou pánví připojeno k provincii Panonii. Strategicky velmi významná byla také silnice táhnoucí se z panonské Vindobony (Vídeň) podél toku Dunaje směrem na západ do Lauriaca a dále do Raetie. Nejvýznačnějšími městy a koloniemi Norica v římské etapě jeho dějin bylo Virunum (dnešní Maria Saal poblíž Klagenfurtu), Celeia (Celje), Juvavum (Salcburk) a Lauriacum (Enns).
Podobně jako sousední Raetie zaujímalo také Noricum po celou dobu existence římské říše postavení předsunuté obranné linie Itálie vůči vpádům germánských kmenů zpoza Dunaje. Římané vybudovali řadu pevností (Limes Romanus), které střežily břehy Dunaje a alpské průsmyky. Na počátku markomanských válek (166–180) umístil Marcus Aurelius do této provincie jednu římskou legii (Legio II Italica Pia) spolu s početnými pomocnými sbory. Tyto vojenské síly zde od této doby měly své stálé sídlo. Velitel legie působil zároveň jako místodržitel provincie.
Za vlády Diocletiana bylo Noricum na konci 3. století rozděleno do dvou provincií: Noricum ripense („pobřežní Noricum“, severní část při řece Dunaji) a Noricum mediterraneum („vnitrozemní Noricum“, jižněji položený a hornatější region). Obě tyto provincie spadaly do ilyrské diecéze, která byla součástí italské prefektury. V důsledku pozvolného šíření křesťanství bylo v Noricu založeno několik biskupství, která však zanikla v období zmatků během stěhování národů. Po zhroucení západořímské říše se v Noricu ještě nějaký čas udržel římský správní systém, který do určité míry přetrval až do příchodu Avarů a Slovanů.
Na konci 5. století patřila většina země Ostrogotům; severozápadní část si zachovala název Noricum. Na konci 6. století se v jižním Noricu usadili Slované a vytvořili knížectví Karantanija; severovýchod byl až do začátku 9. století ovládán Avary.

## Hospodářství
Noricum byla hornatá země s poměrně chudou půdou, oplývala však hojnými nalezišti železné rudy (hematit). Tímto materiálem zásobovalo kovárny a zbrojní manufaktury v Panonii, Moesii a severní Itálii. Proslulou norickou ocel užívali Římané k výrobě kvalitních a ceněných zbraní. Obyvatelé Norica byli stateční a bojovní lidé, kteří se spíše než zemědělství věnovali pastevectví skotu. Po obsazení Římany byly místní hluboké lesy vykáceny a bažiny odvodněny, čímž byla výrazně zvýšena úrodnost země. Rovněž zde byly objeveny ložiska zlata, stříbra, olova, zinku a jedlé soli.